# Stenopogon cinereus
Stenopogon cinereus là một loài ruồi trong họ Asilidae. Stenopogon cinereus được Engel miêu tả năm 1940. Loài này phân bố ở vùng Cổ Bắc giới và châu Á.